# Championnats du monde de boxe amateur 1993
Navigation
Édition précédente Édition suivante
Les 7e championnats du monde de boxe amateur masculins se sont déroulés du 7 au 16 mai 1993 à Tampere, Finlande, sous l'égide de l'AIBA (Association Internationale de Boxe Amateur).

## Résultats

### Podiums
| Catégories                    | Or                    | Argent                  | Bronze                                   |
| Poids mi-mouches (-48 kg)     | Nshan Munchyan        | Daniel Petrov           | Alberto Guardado Edenetsogt Tsogtchargal |
| Poids mouches (-51 kg)        | Waldemar Font         | Achmetov Chikmatula     | Mustafa Hassan Damaen Kelly              |
| Poids coqs (-54 kg)           | Aleksandar Khristov   | Joel Casamayor          | Vladislav Antonov İlhan Güler            |
| Poids plumes (-57 kg)         | Serafim Todorov       | Enrique Carrion         | Ramaz Paliani Marcelica Tudoriu          |
| Poids légers (-60 kg)         | Damián Austin         | Larry Nicholson         | Vasile Nistor Tibor Rafael               |
| Poids super-légers (-63,5 kg) | Héctor Vinent         | Jyri Kjäll              | Oleg Saitov Oktay Urkal                  |
| Poids welters (-67 kg)        | Juan Hernández Sierra | Vitalijus Karpačiauskas | Sergei Gorodnichev Andreas Otto          |
| Poids super-welters (-71 kg)  | Francisc Vastag       | Alfredo Duvergel        | Geir Hitland Sergey Karavayev            |
| Poids moyens (-75 kg)         | Ariel Hernández       | Akın Kuloğlu            | Raymond Joval Vassiliy Jirov             |
| Poids mi-lourds (-81 kg)      | Ramón Garbey          | Jacklord Jacobs         | Dale Brown Rostislav Zaoulichniy         |
| Poids lourds (-91 kg)         | Félix Savón           | Georgi Kandelaki        | Stéphane Allouane Archak Avartakian      |
| Poids super-lourds (+91 kg)   | Roberto Balado        | Svilen Rusinov          | Yevgeniy Belousov Joel Scott             |

### Tableau des médailles
| Place | Pays              | Médaille d'or, monde | Médaille d'argent, monde | Médaille de bronze, monde | Total |
| ----- | ----------------- | -------------------- | ------------------------ | ------------------------- | ----- |
| 1     | Cuba              | 8                    | 3                        | 0                         | 11    |
| 2     | Bulgarie          | 2                    | 2                        | 0                         | 4     |
| 3     | Roumanie          | 1                    | 0                        | 2                         | 3     |
| 4     | Arménie           | 1                    | 0                        | 1                         | 2     |
| 5     | États-Unis        | 0                    | 1                        | 2                         | 3     |
| 6     | Géorgie           | 0                    | 1                        | 1                         | 2     |
| 6     | Turquie           | 0                    | 1                        | 1                         | 2     |
| 8     | Finlande          | 0                    | 1                        | 0                         | 1     |
| 8     | Lituanie          | 0                    | 1                        | 0                         | 1     |
| 8     | Nigeria           | 0                    | 1                        | 0                         | 1     |
| 8     | Ouzbékistan       | 0                    | 1                        | 0                         | 1     |
| 12    | Russie            | 0                    | 0                        | 4                         | 4     |
| 13    | Allemagne         | 0                    | 0                        | 2                         | 2     |
| 13    | Ukraine           | 0                    | 0                        | 2                         | 2     |
| 15    | Canada            | 0                    | 0                        | 1                         | 1     |
| 15    | Égypte            | 0                    | 0                        | 1                         | 1     |
| 15    | Slovaquie         | 0                    | 0                        | 1                         | 1     |
| 15    | France            | 0                    | 0                        | 1                         | 1     |
| 15    | Irlande           | 0                    | 0                        | 1                         | 1     |
| 15    | Kazakhstan        | 0                    | 0                        | 1                         | 1     |
| 15    | Mongolie          | 0                    | 0                        | 1                         | 1     |
| 15    | Norvège           | 0                    | 0                        | 1                         | 1     |
| 15    | Pays-Bas          | 0                    | 0                        | 1                         | 1     |
| Total | 23 pays médaillés | 12                   | 12                       | 24                        | 48    |